# Goryphus albofrenatus
Goryphus albofrenatus là một loài tò vò trong họ Ichneumonidae.